# Lindsay Sparkes
Lindsay Davie Sparkes (North Vancouver, 8 giugno 1950) è un'ex giocatrice di curling canadese.

## Biografia
Partecipò ai XV Giochi olimpici invernali edizione disputata a Calgary (Canada) nel 1988, riuscendo ad ottenere la prima posizione nella squadra canadese con i connazionali Linda Moore, Patti Vande, Debbie Jones e Penny Ryan.
Nell'edizione la nazionale svedese si classificò seconda, la norvegese terza. La competizione ebbe lo status di sport dimostrativo.